# Kinderballade (Komrij)
Kinderballade is een ballade uit 1976 van de Nederlandse dichter Gerrit Komrij (1944-2012).

## Tekst en betekenis
De tekst gaat over een ogenschijnlijke romance tussen een naamloze jongen van twaalf en een meisje van dertien dat Annabelle heet. In de eerste twee coupletten wordt uitgebreid ingegaan op het uiterlijk van beiden. De jongen komt uit de hof van Eden, hij is lichamelijk erg knap en wordt omschreven als "een tere engel uit een sierlijk bal masqué". Annabelle wordt vergeleken met een gazelle en is bovendien gekleed in een bruidsjurk, wat dus suggereert dat ze op het punt staat om te trouwen.
De twee lopen in de ochtendzon samen buiten, waarbij op zeker moment het koren voor hen wijkt en ze doorlaat (een toespeling op de uittocht uit Egypte door de – in de tekst ook letterlijk genoemde – Bijbelse Rode Zee, een verhaal uit het Oude Testament). Even later kust de jongen Annabelle op de lippen en hij verklaart haar zijn liefde. Het eindigt er echter mee dat de jongen (op dat moment in de tekst omschreven als een "blanke prins") een paar dagen later alleen en dood op ongeveer dezelfde plek wordt aangetroffen, met een nog steeds bloedende wond. 
De tekst vermeldt echter niet hoe de jongen z’n dodelijke "gruwelijke snee" opgelopen heeft. Een mogelijke interpretatie is dat Annabelle haar geliefde gedood heeft. Deze interpretatie wordt door onder meer Erik van Muiswinkel gedeeld, mede door de woorden Blauw waren haar vreemde ogen, / blauw maar zonder mededogen. Annabelle is dan volgens Van Muiswinkel te vergelijken met een bidsprinkhanenvrouwtje dat na de paring het mannetje opeet.. Guus Middag oppert in Onze Taal dat Komrij gewoon genoeg had van het door hemzelf gecreëerde personage, dat hij daarom maar op onverklaarbare wijze aan zijn eind liet komen.

## Geschiedenis
In 1976 schreef Komrij voor de zanger Boudewijn de Groot deze kinderballade waarvoor de Groot zelf de muziek schreef en welk lied ter gelegenheid van de Boekenweek van 1976 voor het eerst werd uitgebracht op het album Zing je moerstaal. De ballade werd niet opgenomen in de bundel Alle gedichten tot gisteren van Komrij die in 1994 verscheen. De eerste afzonderlijke druk verscheen in de herfst van 2006 bij de private press uit Kalmthout: de Carbolineum Pers.

### Uitgave
De uitgave werd met de hand gezet uit de letter Franciscan die nieuw was gegoten door Theo Rehak van The Dale Guild Type Foundation. Zij werd gedrukt op Hahnemühle-papier in een oplage van zeventig exemplaren. Deze waren voorzien van zeven speciaal voor deze uitgave gemaakte houtsneden van Bram Malisse. 55 exemplaren werden Arabisch genummerd en genaaid in een omslag van Khadi-papier; vijftien exemplaren werden Romeins genummerd en gebonden in perkament, voorzien van een los rood omslag en gestoken in een foedraal waarop ook twee houtsnedes zijn afgedrukt. De Romeins genummerde exemplaren werden gesigneerd door dichter en kunstenaar en deels op naam uitgeschreven door de dichter.